# Palpada alhambra
Palpada alhambra är en tvåvingeart som först beskrevs av Hull 1925.  Palpada alhambra ingår i släktet Palpada och familjen blomflugor. Inga underarter finns listade i Catalogue of Life.